# MNK Šibenik 1983
Malonogometni klub Šibenik 1983, poznat i kao MNK Šibenik 1983, je hrvatski malonogometni klub iz Šibenika osnovan 2017. godine. 
U svojoj premijernoj natjecateljskoj sezoni u sklopu 3. HMNL, klub se, osvojivši prvo mjesto, kroz kvalifikacije plasirao u 2. HMNL – Jug, koju u premijernoj sezoni 2018./19. okončava na petomu mjestu.
Dana 28. ožujka 2021., klub osvaja 2. HMNL – Jug u sklopu sezone 2020./21., ukupnom pobjedom nad FC Split 6:4 (3:1, 3:3).
Klub je tom pobjedom ušao u kvalifikacije za nadopunu 1. HMNL zajedno s Futsal Pulom, MNK Brodom 035 i MNK Uspinjačom Gimkom. Nakon odigranih 6 utakmica, izbili su na 1. mjesto i plasirali se u 1. HMNL za sezonu 2021./22. Za MNK Šibenik su u toj utakmici igrali: kapetan Vinko Jurković, Alen Protega, Ivan Škugor, Mario Žumberac, Ante Kosor, Danijel Knežević, Nenad Knežić, Franko Knez, Zvonimir Šućur, Ante Palavra, Frane Batinica, Mario Jermanović (g), Alen Milišić (g). 

## Unutarnje poveznice
- MNK Crnica Šibenik